# Riemann-Sieglova funkcija theta
Riemann-Sieglova funkcija theta (običajna označba {\displaystyle \theta (t)\,} ali tudi {\displaystyle \vartheta (t)\,}) je v matematiki funkcija definirana s funkcijo Γ kot:
{\displaystyle \theta (t)=\arg \left(\Gamma \left({\frac {2it+1}{4}}\right)\right)-{\frac {\log \pi }{2}}t,\qquad (t\in \mathbb {R} )\!\,.}
Tu je argument izbran tako, da je funkcija zvezna in, da velja {\displaystyle \theta (0)=0\,}, to je na enak način, da je defnirana glavna vejitev logaritma funkcije Γ.
Funkcija ima asimptotično vrsto:
{\displaystyle \theta (t)\sim {\frac {t}{2}}\log {\frac {t}{2\pi }}-{\frac {t}{2}}-{\frac {\pi }{8}}+{\frac {1}{48t}}+{\frac {7}{5760t^{3}}}+\cdots \!\,,}
ki ni konvergentna, vendar nekaj prvih členov da dober približek za {\displaystyle t\gg 1\,}. Njena Taylorjeva vrsta okrog točke 0, ki konvergira za {\displaystyle |t|<1/2\,}, je:
{\displaystyle \theta (t)=-{\frac {t}{2}}\log \pi +\sum _{k=0}^{\infty }{\frac {(-1)^{k}\psi ^{(2k)}\left({\frac {1}{4}}\right)}{(2k+1)!}}\left({\frac {t}{2}}\right)^{2k+1}\!\,,}
kjer {\displaystyle \psi ^{(2k)}\,} označuje funkcijo poligama reda {\displaystyle 2k}. Riemann-Sieglova funkcija θ je pomembna pri raziskovanju Riemannove funkcije ζ, ker lahko vrti Riemannovo funkcijo ζ na tak način, da postane popolnoma realna funkcija Z na kritični premici {\displaystyle s=1/2+it\,}.

## Obravnava krivulje
Riemann-Sieglova funkcija θ je soda realna analitična funkcija za realne vrednosti {\displaystyle t\,}. Ima 3 ničle v 0 in {\displaystyle \pm 17,8455995405\ldots \,} i je naraščajoča funkcija za vrednosti {\displaystyle |t|>6,29\,}, ker ima točno in minimum in en maksimum v {\displaystyle \pm 6,289835988\ldots \,} z absolutno vrednostjo {\displaystyle 3,530972829\ldots \,}. Ima prevojno točko v {\displaystyle t=0\,} z odvodom:
{\displaystyle {\begin{aligned}{\frac {\mathrm {d} }{\mathrm {d} \,\theta }}\theta (0)\equiv \theta ^{\prime }(0)&=-{\frac {\displaystyle {\frac {\mathrm {d} }{\mathrm {d} s}}\,\zeta (1/2)}{\zeta (1/2)}}=-\left({\frac {\ln(8\pi )}{2}}+{\frac {\gamma }{2}}+{\frac {\pi }{4}}\right)=-{\frac {\displaystyle \ln \pi +\gamma +{\frac {\pi }{2}}+3\ln 2}{2}}\\&=-2,6860917096128\ldots \!\,,\end{aligned}}} (OEIS A074758),
kjer je minimum odvoda. Tu je {\displaystyle \gamma \,} Euler-Mascheronijeva konstanta.

## Theta kot funkcija kompleksne spremenljivke
Za logaritem funkcije Γ je neskončna vrsta:
{\displaystyle \log \Gamma \left(z\right)=-\gamma z-\log z+\sum _{n=1}^{\infty }\left({\frac {z}{n}}-\log \left(1+{\frac {z}{n}}\right)\right)\!\,.}
Če se zamenja {\displaystyle (2it+1)/4} za {\displaystyle z\,} in se členoma vzame imaginarni del, izhaja vrsta za {\displaystyle \theta (t)\,}:
{\displaystyle \theta (t)=-{\frac {\gamma +\log \pi }{2}}t-\operatorname {arc\,tg} 2t+\sum _{n=1}^{\infty }\left({\frac {t}{2n}}-\operatorname {arc\,tg} \left({\frac {2t}{4n+1}}\right)\right)\!\,.}
Za vrednosti z imaginarnim delom med -1 in 1 je funkcija arkus tangens holomorfna. Lahko se vidi tudi, da vrsta konvergira enakomerno na kompaktnih množicah v območju z imaginarnim delom med -1/2 in 1/2, kar vodi do holomorfne funkcije na tem definicijskem območju. Izhaja tudi, da je tudi funkcija Z holomorfna na tem območju, ki je kritični trak.
Lahko se uporabita enakosti:
{\displaystyle \arg z={\frac {\log z-\log {\bar {z}}}{2i}}\quad {\text{in}}\quad {\overline {\Gamma (z)}}=\Gamma ({\bar {z}})\!\,}
za izraz v sklenjeni obliki:
{\displaystyle \theta (t)={\frac {\log \Gamma \left({\frac {2it+1}{4}}\right)-\log \Gamma \left({\frac {-2it+1}{4}}\right)}{2i}}-{\frac {\log \pi }{2}}t\!\,,}
ki razširja izvirno definicijo na holomorfno funkcijo od {\displaystyle t\,}. Ker ima glavna vejitev {\displaystyle \log \Gamma \,} eno vejitev vzdolž negativne realne osi, ima {\displaystyle \theta (t)\,} v tej definiciji preseke vejišča vzdolž imaginane osi nad {\displaystyle i/2\,} in pod {\displaystyle -i/2\,}.
|                                |                                |                                  |
| {\displaystyle -1<\Re (t)<1\,} | {\displaystyle -5<\Re (t)<5\,} | {\displaystyle -40<\Re (t)<40\,} |

## Gramove točke
Riemannova funkcija ζ se lahko na kritični premice napiše kot:
{\displaystyle \zeta \left({\frac {1}{2}}+it\right)=e^{-i\theta (t)}Z(t)\!\,,}
{\displaystyle Z(t)=e^{i\theta (t)}\zeta \left({\frac {1}{2}}+it\right)\!\,.}
Če je {\displaystyle t\,} realno število, potem funkcija {\displaystyle Z\left(t\right)} vrača realne vrednosti.
Zato bo Riemannova funkcija ζ na kritični premici realna pri {\displaystyle \sin \left(\,\theta (t)\,\right)=0\,}. Pozitivne realne vrednosti {\displaystyle t\,}, kjer se to pojavlja, se imenujejo Gramove točke po danskem matematiku in aktuarju Jørgenu Pedersenu Gramu, in se lahko seveda opišejo tudi kot točke, kjer je {\displaystyle \theta (t)/\pi \,} celo število.
Gramova točka je rešitev {\displaystyle g_{n}} za:
{\displaystyle \theta \left(g_{n}\right)=n\pi \!\,.}
Prve najmanjše nenegativne Gramove točke podaja naslednja razpredelnica:
| {\displaystyle n\,} | {\displaystyle g_{n}\,} | {\displaystyle \theta (g_{n})\,} |
| ------------------- | ----------------------- | -------------------------------- |
| -3                  | 0                       | 0                                |
| -2                  | 3,4362182261...         | {\displaystyle -\pi \,}          |
| -1                  | 9,6669080561...         | {\displaystyle -\pi \,}          |
| 0                   | 17,8455995405...        | 0                                |
| 1                   | 23,1702827012...        | {\displaystyle \pi \,}           |
| 2                   | 27,6701822178...        | {\displaystyle 2\pi \,}          |
| 3                   | 31,7179799547...        | {\displaystyle 3\pi \,}          |
| 4                   | 35,4671842971...        | {\displaystyle 4\pi \,}          |
| 5                   | 38,9992099640...        | {\displaystyle 5\pi \,}          |
| 6                   | 42,3635503920...        | {\displaystyle 6\pi \,}          |
| 7                   | 45,5930289815...        | {\displaystyle 7\pi \,}          |
| 8                   | 48,7107766217...        | {\displaystyle 8\pi \,}          |
| 9                   | 51,7338428133...        | {\displaystyle 9\pi \,}          |
| 10                  | 54,6752374468...        | {\displaystyle 10\pi \,}         |
| 11                  | 57,5451651795...        | {\displaystyle 11\pi \,}         |
| 12                  | 60,3518119691...        | {\displaystyle 12\pi \,}         |
| 13                  | 63,1018679824...        | {\displaystyle 13\pi \,}         |
| 14                  | 65,8008876380...        | {\displaystyle 14\pi \,}         |
| 15                  | 68,4535449175...        | {\displaystyle 15\pi \,}         |

Izbira indeksa {\displaystyle n\,} je malo surova. Izbrana je zgodovinsko na takšen način, da je indeks enak 0 pri prvi vrednosti, ki je večja od najmanjše pozitivne ničle (pri imaginarnem delu 14,13472515 ...) Riemannove funkcije ζ na kritični premici. Ta funkcija {\displaystyle \theta \,} za absolutno majhne realne argumente niha in tako ni enoznačno obrnjljiva na intervalu [-24,24]! Tako ima liha funkcija {\displaystyle \theta \,} svojo simetrično Gramovo točko z vrednostjo 0 pri indeksu -3. Gramove točke so uporabne pri računanju ničel funkcije {\displaystyle Z\left(t\right)}. V Gramovi točki {\displaystyle g_{n}\,} velja:
{\displaystyle \zeta \left({\frac {1}{2}}+ig_{n}\right)=\cos(\theta (g_{n}))Z(g_{n})=(-1)^{n}Z(g_{n})\!\,.}
Če je ta izraz pozitiven v dveh zaporednih Gramovih točkah, mora funkcija {\displaystyle Z\left(t\right)\,} na tem intervalu imeti ničlo.
Po Gramovem zakonu je realni del po navadi pozitiven, predznak imaginarnega dela pa se izmenično spreminja z Gramovimi točkami med pozitivnimi in negativnimi vrednostmi v dokaj pravilnih intervalih.
{\displaystyle (-1)^{n}\,Z\left(g_{n}\right)>0}
Število korenov {\displaystyle N\left(T\right)\,} na traku od 0 do {\displaystyle T\,} se lahko najde z:
{\displaystyle N\left(T\right)={\frac {\theta (T)}{\pi }}+1+S(T)\!\,,}
kjer je {\displaystyle S(T)\,} člen napake, ki narašča asimptotično kot {\displaystyle \log T\,}.
Le, če za {\displaystyle g_{n}\,} velja Gramov zakon, potem je iskanje števila korenov na traku dano preprosto z:
{\displaystyle N\left(g_{n}\right)=n+1\!\,.}
Sedaj se ve, da na dolgi rok Gramov zakon ne velja za približno 1/4 vseh Gramovih intervalov, ki vsebujejo točno eno ničlo Riemannove funkcije ζ. Gram se je bal, da ne bo veljal za velike indekse. Prvo neskladje je pri indeksu 126 pred 127. ničlo, tako, da je trdil to le za neprevelike indekse. Kasneje je Hutchinson skoval izraz »Gramov zakon« za (nepravilno) trditev, da bodo vse ničle na kritični premici ločene z Gramovimi točkami.